# Giorgi Lewanowitsch Schelija
Giorgi Lewanowitsch Schelija (russisch Гиорги Леванович Шелия; * 11. Dezember 1988 in Moskau) ist ein russischer Fußballtorwart georgischer Abstammung.

## Karriere
Schelija begann seine Karriere beim FK Dynamo Moskau. Im Juli 2007 wechselte er zum Zweitligisten Dynamo Brjansk. In der Saison 2007 kam er jedoch noch nicht zum Einsatz. Im Juni 2008 debütierte er schließlich gegen Wolga Uljanowsk in der Perwenstwo FNL. In der Spielzeit 2008 kam er zu elf Zweitligaeinsätzen, mit Brjansk stieg er am Ende der Saison 2008 allerdings aus der Perwenstwo FNL. Nach einer Saison stieg mit Dynamo am Ende der Spielzeit 2009 wieder in die zweite Liga auf. Nach dem Wiederaufstieg kam er in der Saison 2010 zu 22 Zweitligaeinsätzen. In der Saison 2011/12 absolvierte der Torwart drei Spiele.
Zur Saison 2012/13 schloss Schelija sich dem Ligakonkurrenten Baltika Kaliningrad an. In seiner ersten Saison in Kaliningrad kam er zu elf Zweitligaeinsätzen. In der Saison 2013/14 spielte er 16 Mal, 2014/15 21 Mal in der Perwenstwo FNL. Zur Saison 2015/16 wechselte er weiter innerhalb der zweiten Liga zu FK Jenissei Krasnojarsk. In der Hinrunde jener Saison absolvierte er 24 Partien in Krasnojarsk. Im Februar 2016 wechselte er zum Erstligisten FK Ufa. Im März 2016 debütierte er gegen Mordowija Saransk in der Premjer-Liga. Bis zum Ende der Saison 2015/16 absolvierte er zwölf Partien in der höchsten russischen Spielklasse. Nachdem er am 13. Spieltag der Saison 2016/17 eine Rote Karte kassiert hatte, verlor er seinen Stammplatz im Tor Ufas, zunächst an Andrei Lunjow, nach dessen Abgang in der Winterpause dann an Alexander Belenow. In der Saison 2016/17 kam er insgesamt zu elf Einsätzen.
In der Saison 2017/18 war er die ganze Saison über Ersatz hinter Belenow und kam nie zum Einsatz. Auch in der Hinrunde der Saison 2018/19 hatte er Belenow gegenüber das Nachsehen und absolvierte nur ein Spiel. Daraufhin wechselte er im Januar 2019 zum Zweitligisten FK Tambow. Bis Saisonende kam er in Tambow zu 14 Zweitligaeinsätzen, mit dem Verein stieg er am Ende der Saison 2018/19 in die Premjer-Liga auf. Nach dem Aufstieg wurde Schelija Kapitän Tambows, für den Verein absolvierte er 2019/20 29 Erstligapartien. Zur Saison 2020/21 schloss er sich dem Ligakonkurrenten Achmat Grosny an.